# Kanz ad-Daula
Kanz ad-Daula –‬‭ król Makurii w Nubii w latach 1317 i 1324-1333.

## Życiorys
Kanz ad-Daula był muzułmaninem, wodzem, posłem i jednocześnie siostrzeńcem Karanbasa. Posłował do Egiptu, aby przeciwdziałać osadzeniu na tronie nubijskim Barszanbu. Został wtedy uwięziony. Ostatecznie Egipt zgodził się na usunięcie Barszanbu i zastąpienie go Kanz ad-Daulą. Po pewnym czasie utracił władze na rzecz Karanbasa. W 1324 roku ponownie wrócił na tron. Był drugim władcą nubijskim wyznającym islam.